# Van der Leeuw-lezing

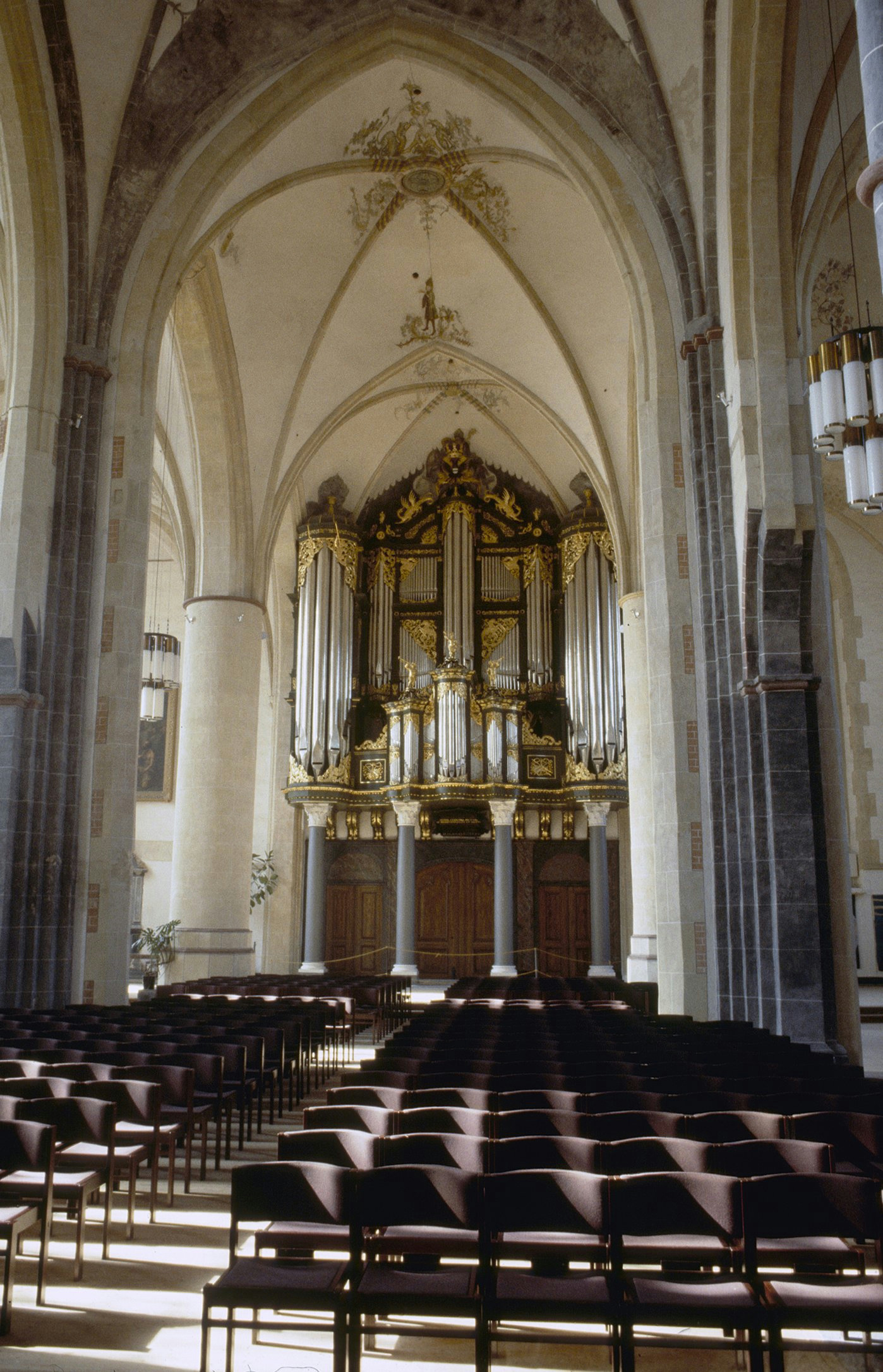
De lezing vindt jaarlijks plaats in de Groningse Martinikerk

De Van der Leeuw-lezing is een jaarlijkse lezing in de Martinikerk in Groningen, genoemd naar godsdienstwetenschapper en minister Gerardus van der Leeuw en georganiseerd door de Stichting Van der Leeuw-lezing. De eerste lezing – door de Amerikaanse historica Barbara Tuchman – vond plaats op 23 september 1983. Aan de wieg van het initiatief stonden de toenmalige Commissaris van de Koningin in Groningen, Henk Vonhoff en de schrijver Anton Brand. De laatstgenoemde was gedurende lange tijd voorzitter van het organiserende bestuur.
Het evenement heeft zich ontwikkeld tot een van de spraakmakende gebeurtenissen in de Nederlandse lezingencultuur en trekt jaarlijks een publiek van circa 1.200 mensen naar de Martinikerk. Dat heeft mede te maken met de formule: een referaat door een buitenlander, gevolgd door een coreferaat door een Nederlandse spreker.

## Overzicht van lezingen
| Jaar | Spreker                  | Coreferent                       | Titel |
| ---- | ------------------------ | -------------------------------- | --- |
| 1983 | Barbara Tuchman          | Bart Tromp                       | An Inquiry into the Persistence of Folly in Government                                                                                            |
| 1984 | Leszek Kolakowski        | Jan Sperna Weiland               | Illusions of demythologisation |
| 1985 | Peter Gay                | Hella S. Haasse                  | Psycho-analysis in History |
| 1986 | Iris Murdoch             | Joop Doorman                     | How to prove the existence of God: some reflections on the ontological proof                                                                      |
| 1987 | Amos Oz                  | Joop den Uyl                     | The Eyes of the Lord. Hebrew Literature: The Letter and the Spirit                                                                                |
| 1988 | Ralf Dahrendorf          | André Köbben                     | Citizenship: the new problem |
| 1989 | Simon Schama             | Ernst H. Kossmann                | Noah’s Ark or ‘The Unripe Nectarine’?: Visions of the Netherlands in the 19th Century                                                             |
| 1990 | György Konrád            | Hans van Mierlo                  | The pleasure and discomfort of a political rebirth                                                                                                |
| 1991 | Eduardo Galeano          | Aad Nuis                         | To be like them |
| 1992 | Hans Magnus Enzensberger | Cees Nooteboom                   | Die Grosse Wanderung |
| 1993 | Ian Buruma               | Rudy Kousbroek                   | De boom van Herder |
| 1994 | André Brink              | Adriaan van Dis                  | The changing function of the writer in the new South Africa                                                                                       |
| 1995 | Carlos Fuentes           | Rudolf van Zantwijk              | Literature and History: The Epic of the Conquest of México                                                                                        |
| 1996 | Ismail Kadare            | Kees Fens                        | Littérature devant le troisième millénaire |
| 1997 | Ben Okri                 | Lolle Nauta en Anil Ramdas       | Amongst the Silent Stones / A Moment in Timelessness                                                                                              |
| 1998 | Jonathan Israel          | Nelleke Noordervliet             | The Enlightenment, the Dutch and the Future of History                                                                                            |
| 1999 | Annie Proulx             | Jan Donkers                      | Dangerous Ground: Landscape in American Fiction                                                                                                   |
| 2000 | Daniel Cohn-Bendit       | Stephan Sanders                  | Quo vadis, Europa? |
| 2001 | Isabel Allende           | Barber van de Pol                | The storyteller is someone else |
| 2002 | Ian McEwan               | Douwe Draaisma                   | Literature, Science and Human Nature |
| 2003 | Tom Lanoye               | Marjolijn Februari               | Beschadigde beelden. Schrijven in het rijk van de iconodulen                                                                                      |
| 2004 | Noreena Hertz            | Luuk van Middelaar               | I.O.U. - How we can end the developing world's debt crisis once and for all                                                                       |
| 2005 | Amitav Ghosh             | Tijs Goldschmidt                 | Wild Fictions. Narratives of Nature and the Politics of Forests                                                                                   |
| 2006 | Antjie Krog              | Lieve Joris                      | “I speak, holding up your heart...” Cosmopolitanism, Forgiveness and leaning towards Africa                                                       |
| 2007 | Seymour Hersh            | Kader Abdolah en Joris Luyendijk | Van My Lai tot Abu Ghraib |
| 2008 | Karen Armstrong          | Abdelkader Benali                | Religie en de Gouden Regel |
| 2009 | Alain de Botton          | Willem Vermeend                  | Markt en moraal |
| 2010 | Ilija Trojanow           | Arnon Grunberg                   | Requiem for the Future |
| 2011 | Joshua Foer              | Robbert Dijkgraaf                | Education: internet or memory? |
| 2012 | Philipp Blom             | Geert Mak                        | Verhalen waar we in geloven: markt, religie, wetenschap                                                                                           |
| 2013 | Guy Verhofstadt          | Sheila Sitalsing                 | Europa en het nationalisme |
| 2014 | Tomáš Sedláček           | Barbara Baarsma                  | Economics as an Unorchestrated Orchestrator |
| 2015 | Russell Shorto           | Hans Renner                      | You Say You Want a Revolution: the elites and the masses in America's founding                                                                    |
| 2016 | Daniel Kehlmann          | Sunny Bergman                    | The Witch is Dead. Reflexions on „The Wizard of Oz“ and the Twentieth Century                                                                     |
| 2017 | David Van Reybrouck      | Marcia Luyten                    | Populisme en de dekolonisatie van Europa |
| 2018 | Hilary Mantel            | Annejet van der Zijl             | The mirror and the Light: New Reflections on Old Stories                                                                                          |
| 2019 | Rachel Cusk              | Anna Enquist                     | Laat werk: de expressieve vrijheid van oudere vrouwelijke schrijvers en kunstenaars (Late Work: the Power of the Mature Female Writer and Artist) |
| 2020 | Marion Bloem             | Daan Roovers                     | Identiteit, vrijheid en nadenken in tijden van onzekerheid                                                                                        |